# جیلین هاروی
جیلین هاروی (به انگلیسی: Jillian Hervey) (زاده ۱۹ ژوئن ۱۹۸۹) خواننده و رقصنده آمریکایی است.